# Orthocentrus semiflavus
Orthocentrus semiflavus är en stekelart som beskrevs av André Seyrig 1935. Orthocentrus semiflavus ingår i släktet Orthocentrus och familjen brokparasitsteklar. Inga underarter finns listade i Catalogue of Life.